# Onthophagus occipitalis
Onthophagus occipitalis är en skalbaggsart som beskrevs av Lansberge 1885. Onthophagus occipitalis ingår i släktet Onthophagus och familjen bladhorningar. Inga underarter finns listade i Catalogue of Life.